# Konrad von Wallenrode
Konrad von Wallenrode je bil 24. veliki mojster tevtonskih vitezov, v službi od leta 1391 do 1393, * okoli 1330, Frankovska, † 23. julij 1393, Malbork, Država Tevtonskega reda.
Sodobni viri so do njega prijazni, čeprav trdijo, da je bil vročekrven, ponosen in nagnjen k okrutnosti. Konrad je bil navdih za pesnitev Konrad Wallenrod Adama Mickiewicza.

## Življenje in kariera

### Zgodnje življenje
Konrad je izhajal iz družine z bogato viteško tradicijo, ki je imela korenine v Frankovski. Tevtonskemu redu se je pridružil okoli leta 1370. Veliki mojster Winrich von Kniprode ga je leta 1377 imenoval za komturja (poveljnika)  Schlochaua (Człuchów), vendar se je njegova prava kariera začela šele takrat,  ko je leta 1382 veliki mojster reda postal Conrad Zöllner von Rothenstein.
Po smrti Kuna von Hattensteina je Konrad postal veliki maršal in komtur Königsberga. Njegova glavna naloga je bila organizirati križarske pohode proti Veliki litovski kneževini, v čemer je postal zelo spreten. Leta 1387 je postal komtur Marienburga (Malbork) in veliki komtur Tevtonskega reda. 
Zöllner je leta 1390 umrl in zdelo se je le vprašanje časa, kdaj bo Konrad postal njegov naslednik, vendar je naletel na veliko nasprotovanje Walrabeja von Scharffenberga, komturja Danziga (Gdansk). Wallenrode je postal veliki mojster šele 20. avgusta 1391, zahvaljujoč podpori Siegfrieda Walpota von Bassenheima in Rüdigerja von Elnerja, komturjev iz Elbinga (Elbląg) oziroma Tuchela (Tuchola).

### Veliki mojster
Konradova dveletna vladavina je bila polna pohodov proti Litvi. Bil je nasprotnik  poljsko-litovske zveze in jo je poskušal razbiti. Na pohodu proti Litvi leta 1392 je  svojo vojsko razdelil na tri divizije. Prva je pod poveljstvom Arnolda von Burgelna, komturja iz Balge, krenila proti Mazoviji. Drugi dve sta se pod poveljstvom Konrada in velikega maršala Engelharda Rabeja von Wildsteina odpravili proti Vilni. Slednji sta bili blizu zavzetja Vilne, ki so jo branili poljski vitezi,  vendar sta se umaknili zaradi škandala, ki ga je povzročil veliki mojster.
Von Wildstein je bil velik poveljnik in taktik, spoštovan med svojimi vojaki, vendar ga je Konrad razrešil dolžnosti velikega maršala. Razlog ni povsem znan, vendar na splošno velja, da je bil veliki mojster ljubosumen na von Wildsteinove uspehe.  Razrešitev je povzročila upor večine vitezov, ki so stali za von Wildsteinom, vendar Konrad kljub temu ni spremenil svoje odločitve in akcijo so opustili. Vse to je pomagalo von Wallenrodeju, da je razčistil nesoglasja v redu, zlasti v spodnjepruskih komturijah Balga, Brandenburg in Ragnit, ki so bile pod vrhovno oblastjo velikega maršala.
Leta 1392 je vojvoda Vladislav Opolski ponudil Konradu delitev Poljske s Svetim rimskim cesarstvom, Tevtonskim viteškim redom, Brandenburgom, Ogrsko in šlezijskimi vojvodami, vendar je veliki mojster to zavrnil. Istega leta je začel še eno vojaško akcijo proti Litvi z gostujočimi križarji, vključno s Henrikom iz Derbyja, bodočim angleškim kraljem Henrikom IV. Nizozemski in francoski vitezi pod Konradovim poveljstvom so napadli Gardinas, zaradi česar je Vitautas sklical mirovno konferenco v Thornu (Torunj). Deset dni po konferenci je Konrad 23. julija 1393 umrl, verjetno zaradi kapi.
Konrad von Wallenrode  je vodil aktivne gospodarske in kolonizacijske dejavnosti v Prusiji. Z nemškimi kolonisti je naselil ogromna ozemlja in zgradil gradova  Gotteswerder in Mittenburg. Leta 1393 je ustanovil novo komturijo v Rheinu (Ryn). Njen prvi komtur je bil njegov brat Friedrich von Wallenrode, kasnejši komtur Meweja (Gniew), Strasburga (Brodnica) in veliki maršal Königsberga, ki je umrl v bitki pri Grunwaldu leta 1410. Drug Konradov sorodnik je bil Johann von Wallenrode, nadškof v Rigi v letih  1393–1416.

## Pesnitev
Adam Mickiewicz je vzel nekaj elementov zgodovinskega Konrada von Wallenrodeja za svojo domoljubno pripovedno pesnitev  Konrad Wallenrod iz leta 1828, v kateri je Wallenrode prikazan kot Litovec, ki namerno vodi viteze v poraz.
Pesnitev je bila pozneje uprizorjena v operah I Lituani italijanskega skladatelja Amilcareja Ponchiellija leta 1874 in Konrad Wallenrode poljskega skladatelja Władysława Żeleńskega leta 1885.

## Vir
- Friedrich Borchert. "Die Hochmeister des Deutschen Ordens in Preußen". Preußische Allgemeine Zeitung, 6. oktober 2001. (nemško)

| Vladarski nazivi                           | Vladarski nazivi                          | Vladarski nazivi                |
| ------------------------------------------ | ----------------------------------------- | ------------------------------- |
| Predhodnik: Konrad Zöllner von Rothenstein | Veliki mojster tevtonskega reda 1391–1393 | Naslednik: Konrad von Jungingen |